# Bandera de Mongolia
La bandera de Mongolia se adoptó el 12 de febrero de 1992. Es similar a la bandera de 1949, a excepción de la estrella socialista, que fue suprimida. Tiene tres bandas iguales verticales, rojas las de los lados y azul la del centro. Centrada en la banda izquierda está el emblema nacional, el soyombo, un conjunto de símbolos abstractos con una disposición en columna que incluye la representación del fuego, el sol, la luna, la tierra, el agua y el símbolo del yin-yang.

## Simbolismo
El azul simboliza el cielo y el rojo simboliza la habilidad y el medio ambiente. El soyombo es un símbolo importante para Mongolia, con la posición de columna desde fuego, sol, tierra, agua, hasta el yin-yang. Las tres lenguas de fuego simbolizan el pasado, el presente y el futuro; el sol y la luna simbolizan el ideal para la eternidad, el triángulo abajo como apuntar la flecha hacia abajo para anunciar la derrota de los enemigos, el rectángulo simboliza honestidad y justicia, el yin-yang es una igualdad de los hombres y mujeres, y las dos barras verticales simbolizan unidad y esfuerzo.

## Banderas históricas

Bandera del Kanato de Mongolia (1911-1919, 1920-1921).
Bandera del Kanato de Mongolia (1911-1921) (variante).
Bandera de la República Popular de Mongolia (1921-1924).
Bandera de la República Popular de Mongolia (1924-1930).
Bandera de la República Popular de Mongolia (1924-1930) (variante).
Bandera de la República Popular de Mongolia (1930-1940).
Bandera de la República Popular de Mongolia (1940-1945).
Bandera de la República Popular de Mongolia (1945-1992).
Bandera de Mongolia (1992-2011).
Bandera del Comité Olímpico Mongol.

- Datos: Q165552
- Multimedia: National flag of Mongolia / Q165552